# Montcony
Montcony est une commune française située dans le département de Saône-et-Loire, en région Bourgogne-Franche-Comté.

## Géographie
Montcony fait partie de la Bresse louhannaise.
La commune est séparée de Fangy-en-Bresse par un cours d’eau, dénommé la Boissine, et de Saint-Germain-du-Bois et Saint-Usuge par la Seille.

### Climat
Pour des articles plus généraux, voir Climat de la Bourgogne-Franche-Comté et Climat de Saône-et-Loire.
En 2010, le climat de la commune est de type climat océanique dégradé des plaines du Centre et du Nord, selon une étude du Centre national de la recherche scientifique s'appuyant sur une série de données couvrant la période 1971-2000. En 2020, Météo-France publie une typologie des climats de la France métropolitaine dans laquelle la commune est exposée à un climat semi-continental et est dans la région climatique Bourgogne, vallée de la Saône, caractérisée par un bon ensoleillement (1 900 h/an), un été chaud (18,5 °C), un air sec au printemps et en été et des vents faibles.
Pour la période 1971-2000, la température annuelle moyenne est de 11 °C, avec une amplitude thermique annuelle de 17,6 °C. Le cumul annuel moyen de précipitations est de 1 009 mm, avec 11,8 jours de précipitations en janvier et 8,1 jours en juillet. Pour la période 1991-2020, la température moyenne annuelle observée sur la station météorologique de Météo-France la plus proche, « Lons le Saunier », sur la commune de Montmorot à 18 km à vol d'oiseau, est de 11,8 °C et le cumul annuel moyen de précipitations est de 1 147,4 mm. 
La température maximale relevée sur cette station est de 39,8 °C, atteinte le 12 août 2003 ; la température minimale est de −19,6 °C, atteinte le 9 janvier 1985,,.
Les paramètres climatiques de la commune ont été estimés pour le milieu du siècle (2041-2070) selon différents scénarios d'émission de gaz à effet de serre à partir des nouvelles projections climatiques de référence DRIAS-2020. Ils sont consultables sur un site dédié publié par Météo-France en novembre 2022.

## Urbanisme

### Typologie
Au 1er janvier 2024, Montcony est catégorisée commune rurale à habitat dispersé, selon la nouvelle grille communale de densité à sept niveaux définie par l'Insee en 2022.
Elle est située hors unité urbaine et hors attraction des villes,.

### Occupation des sols
L'occupation des sols de la commune, telle qu'elle ressort de la base de données européenne d’occupation biophysique des sols Corine Land Cover (CLC), est marquée par l'importance des territoires agricoles (80,6 % en 2018), une proportion identique à celle de 1990 (80,6 %). La répartition détaillée en 2018 est la suivante : zones agricoles hétérogènes (56,2 %), forêts (19,4 %), prairies (16,2 %), terres arables (8,1 %). L'évolution de l’occupation des sols de la commune et de ses infrastructures peut être observée sur les différentes représentations cartographiques du territoire : la carte de Cassini (XVIIIe siècle), la carte d'état-major (1820-1866) et les cartes ou photos aériennes de l'IGN pour la période actuelle (1950 à aujourd'hui).

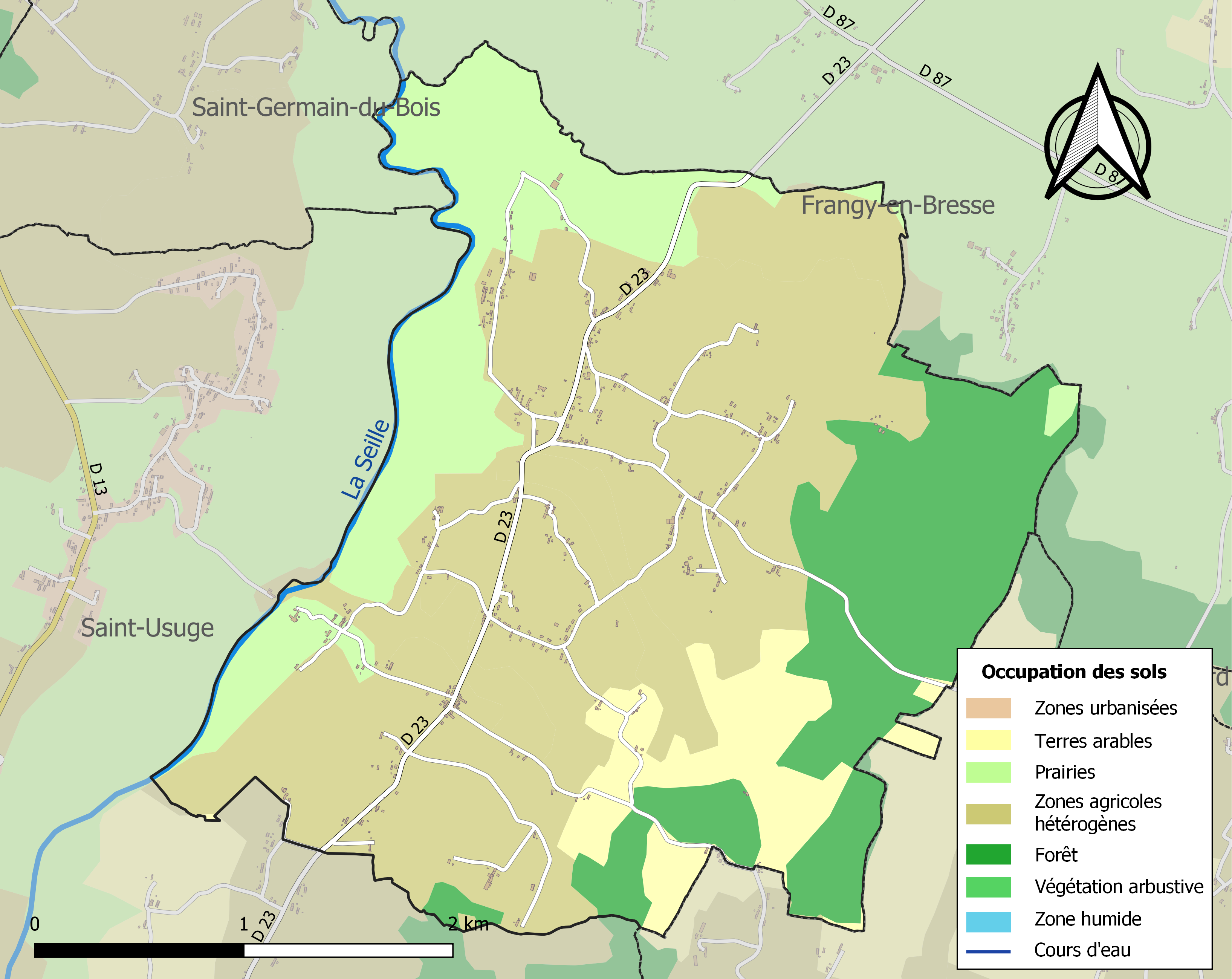
Carte des infrastructures et de l'occupation des sols de la commune en 2018 (CLC).

## Histoire
En 1789, Montcony dépendait du bailliage de Chalon-sur-Saône et de la recette de Saint-Laurent. Son église, sous le vocable de Saint-Bernard, du diocèse de Besançon, doyenné de Lons-le-Saunier, à la collation de la collégiale Saint-Pierre de Mâcon et du seigneur ; dîmes à l'Hôpital de Chalon-sur-Saône. Ce n'était avant 1685 qu'un hameau de Saint-Usuge.
Le 23 octobre 1942, un bombardier lourd britannique Halifax explose et s'écrase à Montcony, tuant les huit membres d’équipage qui périssent sur le coup.

## Politique et administration

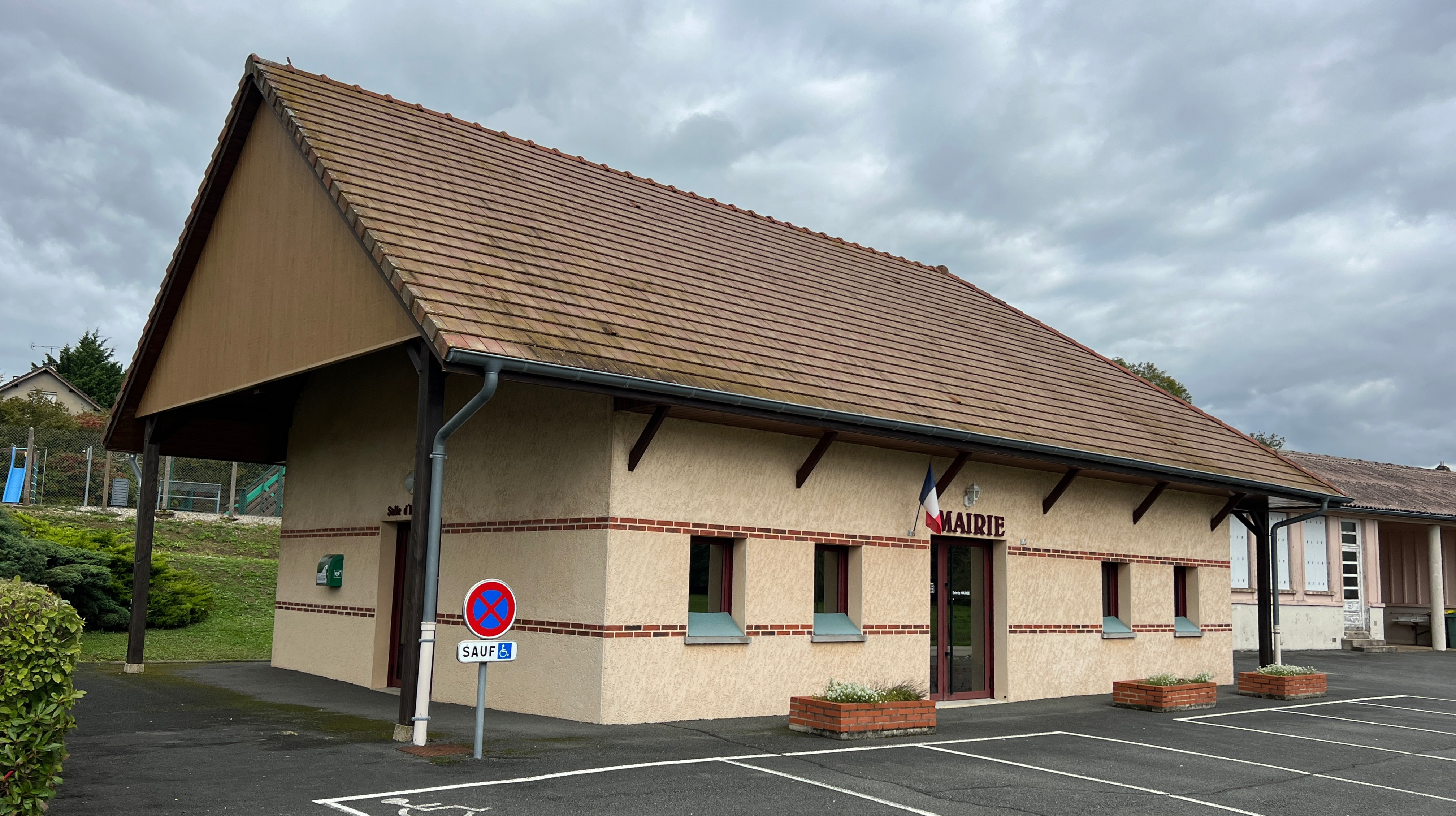
La mairie.

### Tendances politiques et résultats

#### Élections législatives
Le village de Montcony faisant partie de la quatrième circonscription de Saône-et-Loire, place lors du 1er tour des élections législatives françaises de 2017, Maxime Thiébaut (FN) avec 23,68 % des suffrages. Mais lors du second tour, il s'agit de Cécile Untermaier (PS) qui arrive en tête avec 61,84 % des suffrages.

### Liste des maires de Montcony
| Période                                  | Période   | Identité                                    | Étiquette | Qualité |
| ---------------------------------------- | --------- | ------------------------------------------- | --------- | ------- |
| 1790                                     | 1790      | Marie Étienne Charles Louis de La Rodde     |           |         |
| 1790                                     | 1791      | Pierre Moureau                              |           |         |
| 1791                                     | 1795      | Antoine Limoges                             |           |         |
| 1795                                     | 1796      | Pierre Michelin                             |           |         |
| 1796                                     | 1798      | François Petiot                             |           |         |
| 1798                                     | 1799      | Claude Michaud                              |           |         |
| 1799                                     | 1799      | Antoine Medigue                             |           |         |
| 1799                                     | 1812      | Claude Chevaux                              |           |         |
| 1812                                     | 1815      | Marie Hector de La Rodde                    |           |         |
| 1815                                     | 1815      | Joseph Petit                                |           |         |
| 1815                                     | 1830      | Marie Hector de La Rodde                    |           |         |
| 1830                                     | 1846      | Jean Claude Guillemaut                      |           |         |
| 1846                                     | 1865      | François Perraut                            |           |         |
| 1865                                     | 1896      | Paul Mareschal de Longeville de La Rodde    |           |         |
| 1896                                     | 1902      | Olivier Mareschal de Longeville de La Rodde |           |         |
| 1902                                     | 1920      | Denis Thibert                               |           |         |
| 1920                                     | 1925      | Pierre Ferrand                              |           |         |
| 1925                                     | 1943      | Olivier Mareschal de Longeville de La Rodde |           |         |
| 1943                                     | 1944      | Marie Antoine Thibert                       |           |         |
| 1944                                     | 1944      | Félix Vairet                                |           |         |
| 1944                                     | 1965      | Léon Bonin                                  |           |         |
| 1965                                     | 1971      | Louis Bonin                                 |           |         |
| 1971                                     | juin 1995 | Jean Galland                                | DVD       |         |
| juin 1995                                | en cours  | Rémy Chatot                                 | UMP-LR    |         |
| Les données manquantes sont à compléter. |           |                                             |           |         |

## Démographie
L'évolution du nombre d'habitants est connue à travers les recensements de la population effectués dans la commune depuis 1793. Pour les communes de moins de 10 000 habitants, une enquête de recensement portant sur toute la population est réalisée tous les cinq ans, les populations de référence des années intermédiaires étant quant à elles estimées par interpolation ou extrapolation. Pour la commune, le premier recensement exhaustif entrant dans le cadre du nouveau dispositif a été réalisé en 2007.

En 2022, la commune comptait 251 habitants, en évolution de −9,06 % par rapport à 2016 (Saône-et-Loire : −1,06 %, France hors Mayotte : +2,11 %).
| 1793 | 1800 | 1806 | 1821 | 1831 | 1836 | 1841 | 1846 | 1851 |
| ---- | ---- | ---- | ---- | ---- | ---- | ---- | ---- | ---- |
| 720  | 658  | 725  | 628  | 683  | 730  | 766  | 756  | 749  |

| 1856 | 1861 | 1866 | 1872 | 1876 | 1881 | 1886 | 1891 | 1896 |
| ---- | ---- | ---- | ---- | ---- | ---- | ---- | ---- | ---- |
| 714  | 679  | 679  | 708  | 722  | 686  | 670  | 640  | 623  |

| 1901 | 1906 | 1911 | 1921 | 1926 | 1931 | 1936 | 1946 | 1954 |
| ---- | ---- | ---- | ---- | ---- | ---- | ---- | ---- | ---- |
| 611  | 644  | 648  | 573  | 551  | 562  | 539  | 505  | 459  |

| 1962 | 1968 | 1975 | 1982 | 1990 | 1999 | 2006 | 2007 | 2012 |
| ---- | ---- | ---- | ---- | ---- | ---- | ---- | ---- | ---- |
| 399  | 380  | 327  | 289  | 264  | 225  | 265  | 271  | 294  |

| 2017 | 2022 | - | - | - | - | - | - | - |
| ---- | ---- | - | - | - | - | - | - | - |
| 266  | 251  | - | - | - | - | - | - | - |

## Vie locale

### Culte
Montcony relève de la paroisse Saint-Pierre en Louhannais, qui regroupe vingt-deux communes et dont le siège est à Louhans.

## Lieux et monuments

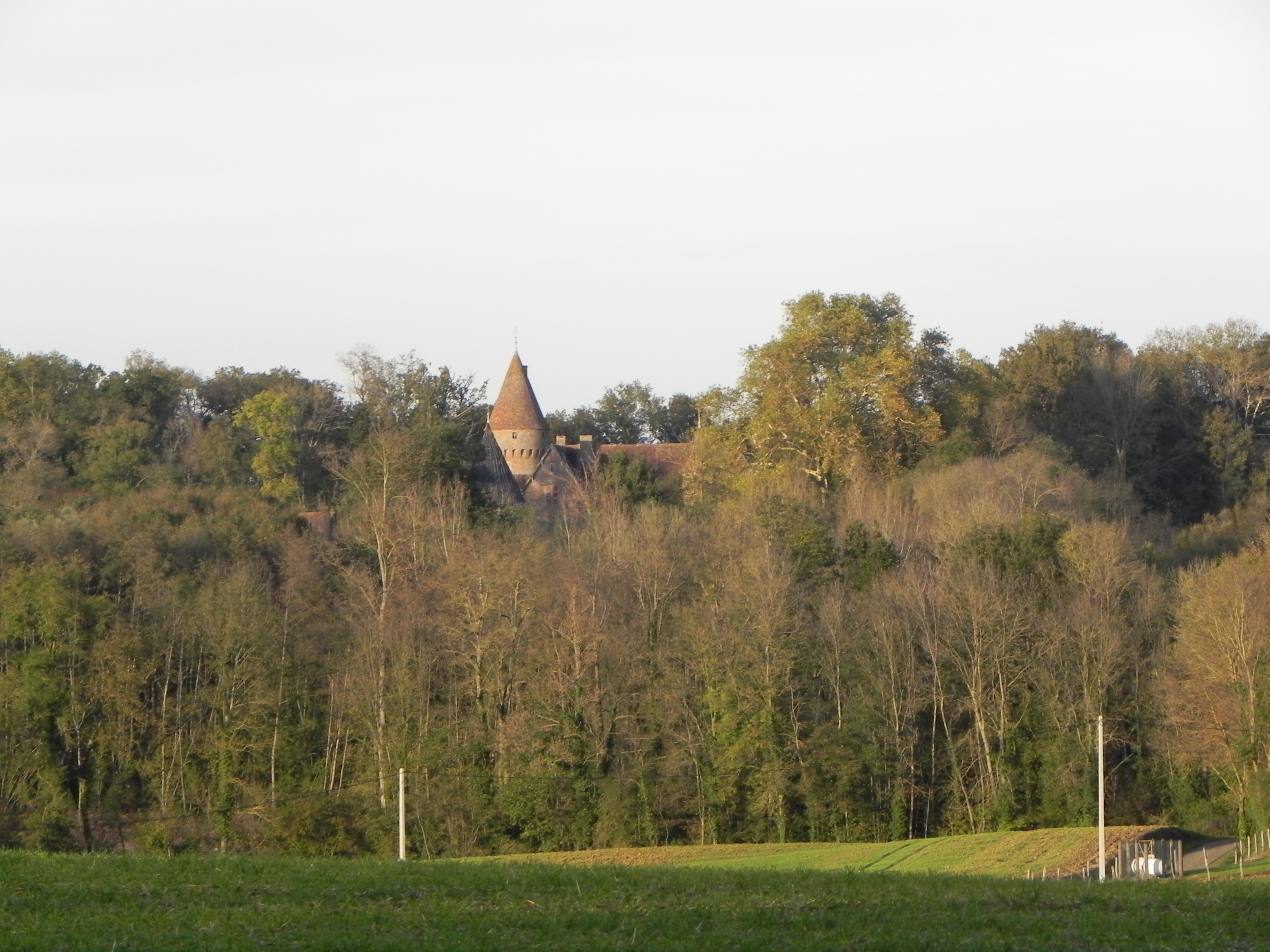
Château de Montcony vu du Hauts des Champs.

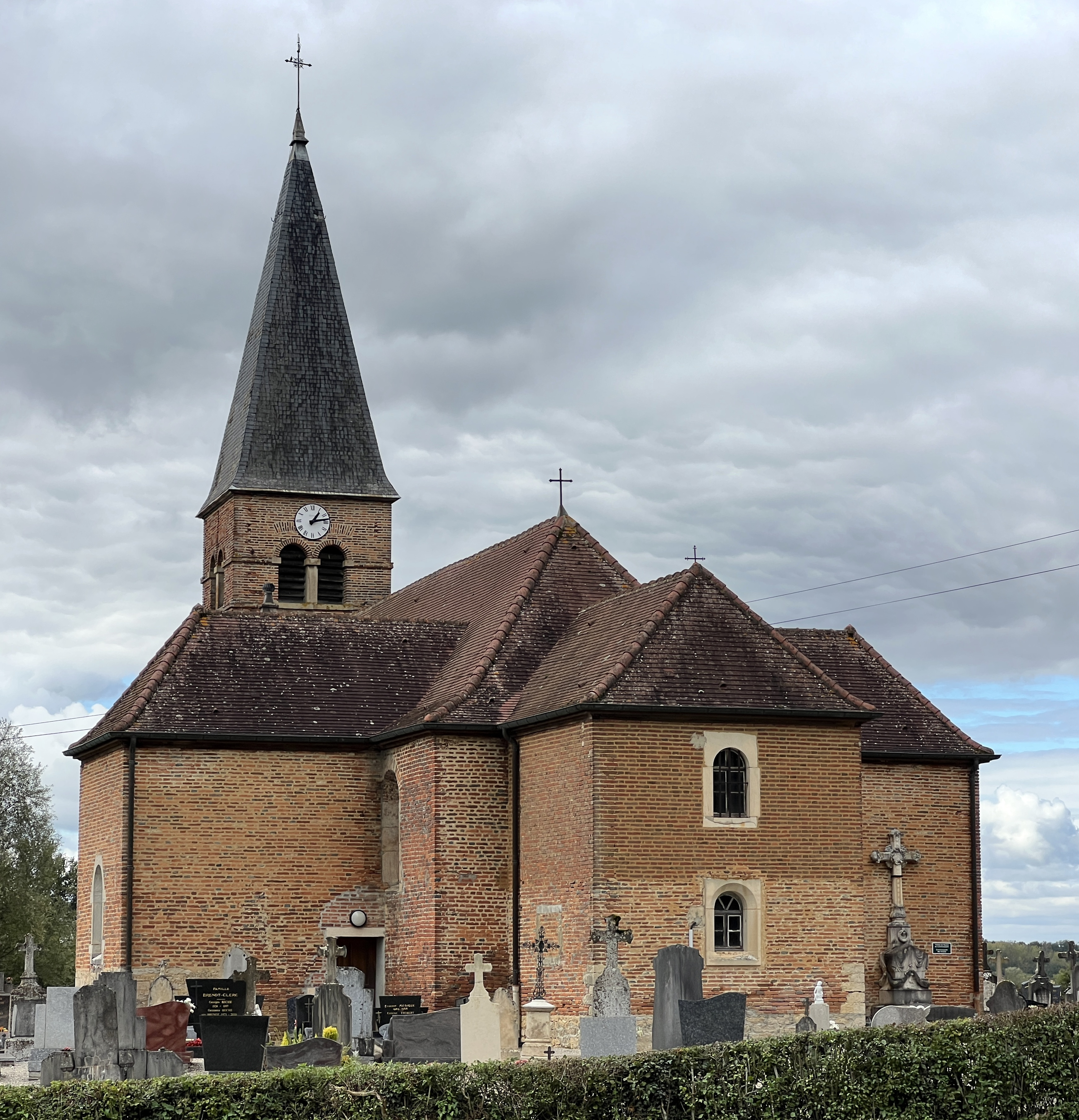
L'église, sous le vocable de saint Bernard.

Le village de Montcony est assez étendu. Son centre historique est seulement constitué :
- de l'église Saint-Bernard, édifiée en 1711 puis agrandie au XIXe siècle ;
- du château de Montcony ;
- de l'ancienne école* ;
- de l'ancien presbytère* ;
- de l'ancienne maison du jardinier du château* ;
- de l'ancienne basse-cour du château*.

*Aujourd'hui à usage d'habitation.
Aucun de ces bâtiments ne se visite sauf l'église (se renseigner auparavant sur les conditions d'ouverture).
Montcony est le point de départ d'un circuit (créé en 2024) incluant 26 villages et 39 sites concernés par l’histoire de la Seconde Guerre mondiale et de la Résistance et disposant de lieux de mémoire (identifiés sur le terrain par une stèle, un monument ou un mémorial).

## Personnalités liées à la commune
- Selon une tradition orale encore vivace, le fameux bandit Mandrin serait passé à Montcony après avoir pillé les bureaux du péage de l'Etalet et dévalisé le château de La Balme. Toujours est-il que contrebandiers et gabelous fréquentaient cette région peu éloignée des salines du Jura.[réf. nécessaire]
- Duchesse Isabelle de Portugal, reçue au château par Guillaume de Montcony.[réf. nécessaire]

## Pour approfondir